# Pleuretra intermedia
Pleuretra intermedia är en hjuldjursart som först beskrevs av Bartoš 1938.  Pleuretra intermedia ingår i släktet Pleuretra och familjen Philodinidae. Inga underarter finns listade i Catalogue of Life.